# Vid Kavtičnik
Vid Kavtičnik, slovenski rokometaš, * 24. maj 1984, Slovenj Gradec. 
Kavtičnik je 191 cm visoki levoroki igralec na položaju desnega zunanjega ali desnega krila. Sodi med boljše rokometaše svojega časa, ki je doživel številne uspehe tako na klubski kot tudi reprezentančni ravni. 

## Igralska kariera

### Klub

#### Gorenje Velenje
Kavtičnik je med letoma 1995 in 2005 igral za RK Gorenje Velenje. V tem klubu se je uveljavil med najboljše igralce na svoji poziciji. Leta 2003 so osvojili naslov slovenskega pokalnega zmagovalca. 

#### 2005-09: Kiel
Leta 2005 je odšel igrati za nemški Kiel, ki je sodil za enega najmočnejših evropskih klubov. Zanj je igral med letoma 2005 in 2009 in se veselil številnih lovorik. Največji uspeh na mednarodni ravni je dosegel leta 2007 z osvojitvijo naslova prvakov evropske Lige prvakov. Na nemški sceni je Kiel veljal za najuspešnejši klub in to potrdil s štirikratnimi zaporednimi državnimi naslovi med leti 2006 in 2009. Poleg tega so v Nemčiji osvojili še trikrat nemški super pokal, in sicer v letih 2005, 2007 in 2008 ter prav tako trikrat nemški pokalni naslov v zaporednih letih 2007, 2008 in 2009. Vsega skupaj je za Kiel v 132 nastopih dosegel 567 zadetkov, od tega 422 iz igre in 145 v izvajanjih kazenskih strelov. 

#### Od 2009: Montpellier
Od leta 2009 je član francoskega kluba Montpellier HB, ki je tudi med najmočnejšimi klubi ne samo v Franciji, ampak v Evropi nasploh. Z njim je osvojil tri francoske naslove državnih prvakov v letih 2010, 2011 in 2012. Poleg tega je osvojil še naslove pokalnih zmagovalcev v letih 2010, 2012, 2013 in 2016 ter naslove ligaškega pokala v letih 2010, 2011, 2012, 2014 in 2016. 

### Reprezentanca
Za slovensko reprezentanco je nastopil na njenem drugem nastopu na Olimpijskih igrah 2004. Bil je med najboljšimi reprezentanti na evropskem prvenstvu leta 2004 v Sloveniji, kjer je z reprezentanco osvojil zgodovinsko srebrno medaljo. Igral je tudi na evropskem prvenstvu 2010. V starosti 32 let je kot eden najizkušenejših reprezentantov igral na Olimpijskih igrah v Riu leta 2016.  

#### Kapetan izbrane vrste
Po koncu reprezentančne kariere Uroša Zormana, ga je pred Svetovnim prvenstvom 2017 nasledil kot kapetan selekcije in na tem turnirju zaigral pri starosti 32 let kot drugi najstarejši igralec med Slovenci. Tako je na prvem turnirju, kjer je vodil selekcijo kot kapetan, prišel do bronaste kolajne in kot edini, ki je osvojil obe prvi medalji za Slovenijo, srebrno iz evropskega ter bron iz svetovnega prvenstva. Na odločilni tekmi za bron proti Hrvaški se je poškodoval, v drugem polčasu si je v protinapadu strgal križne vezi.
Na lestvici nastopov za slovensko izbrano vrsto trenutno zaseda osmo mesto s 181 nastopi. Na njih je dosegel 510 zadetkov. Vse to ga uvršča med najboljše slovenske rokometaše vseh časov.
8. junija je z objavo na Facebooku napovedal konec svoje rokometne kariere in se pri tem zahvalil vsem, ki so mu stali ob strani.